# Giovanni Giustiniani
Giovanni Giustiniani Longo (gestorven: Constantinopel, 29 mei 1453) was een Genuees kapitein en protostator van het Byzantijnse Rijk.

## Biografie
Giovanni Giustiniani was afkomstig uit een van de belangrijkste families in de republiek Genua. Toen de roep om hulp in 1453 kwam van de Byzantijnen om de stad Constantinopel te verdedigen tegen de Ottomanen, kwam Giustiniani meteen in actie. Persoonlijk financierde en organiseerde hij een legertje om de Byzantijnen te hulp te komen. Hij kwam in totaal met 700 Griekse en Genuese soldaten aan in de hoofdstad van het Byzantijnse Rijk. Giustiniani werd door keizer Constantijn XI Palaiologos gevraagd om zich bezig te houden met het verdedigen van de landmuren. Het was te danken aan zijn charisma en karakter waardoor de Genuese, Venetiaanse en Byzantijnse troepen samenwerkten tijdens het beleg van de stad. Door de kundigheid van de Genuese aanvoerder was de stad in staat om veel de aanvallen van sultan Mehmet II. Op de laatste dag van het beleg, 29 mei, raakte Giustiniani gewond en moest hij het strijdperk verlaten. Zijn vertrek van het front demoraliseerde de troepen op de muren. Hiervan wist Mehmet II te profiteren en wist de stad te veroveren. De Genuese soldaten wisten de stad te ontvluchten met het lijk van Giovanni Giustiniani. Ze hebben hun aanvoerder begraven op het eiland Chios.